# 58-й Нью-Йоркский пехотный полк
58-й Нью-Йоркский добровольческий пехотный полк (англ. 58th New York Volunteer Infantry Regiment, пол. 58 Ochotniczy Pułk Piechoty Nowego Jorku) — военная часть, сформирована преимущественно из поляков во время гражданской войны в США. Командовал ею Владимир Кржижановски. Входила в состав Армии Союза. Известна также под названием «Польский легион».

## Формирование
20 августа 1861 года полковник Владимир Кржижановски был уполномочен Военным Департаментом набрать пехотный полк, который в итоге был назван «United States Rifles». Одновременно полковник Джулиан Аллен получил (22 июля) разрешение набрать полк, который был назван «Polish Legion». Распоряжением от 25 июля полковник Теодор Лихтенштейн набрал подразделение «Gallatin Rifles», полковник Фредерик Геллман — «Morgan Rifles», а полковник Эндрю Луц — «Humboldt Yaegers». Впоследствии все эти подразделения (кроме «United States Rifles») были слиты в одно под командованием Луца, а 19 октября 1861 года этот полк был объединён с «United States Rifles» и получил название «58-й Нью-Йоркский пехотный полк».
Полк был принят на службу в армию США сроком на 3 года (отсчитывая от 27 августа 1861). В его рядах были датчане, французы, немцы, итальянцы, поляки и русские. Первым командиром полка стал Владимир Кржижановски, подполковником — Фредерик Геллман, майором — Теодор Лихтенштейн.

## Боевой путь
7 ноября 1861 года вошёл в состав 3-й бригады дивизии Луиса Бленкера в Потомакской армии. В составе этой дивизии (в бригаде Генри Болена) полк участвовал в сражении при Кросс-Кейс, где им командовал лично Кржижановски. В этом сражении полк потерял 11 рядовых убитыми, 14 человек ранеными и 4 пропавшими без вести.
Когда дивизия Блекнера вошла в состав I-го корпуса Вирджинской армии, полк оказался в дивизии Карла Шурца и принял участие во Втором сражении при Бул-Ране, под командованием майора Уильяма Хенкеля, который был ранен в бою и сменён Фредериком Брауном. Осенью 1862 года корпус был переведён в Потомакскую армию и переименован в XI корпус Потомакской армии.
В сражении при Чанселорсвилле полк участвовал в той же дивизии Шурца и бригаде Кржижановски. Фредерик Браун был смертельно ранен и его место занял капитан Эмиль Кёниг. В боях 2 мая полк потерял 31 человека из 238. В последующие дни полк не участвовал в боях, а по завершении кампании отступил за Раппаханок и вернулся в лагерь в Стаффорде.

### Геттисберг

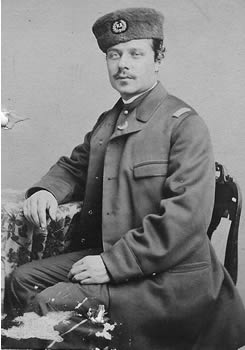
Капитан Эмиль Кёниг

В начале июня началась Геттисбергская кампания. 12 июня полк покинул лагерь в Стаффорде и под командованием подполковника Огаста Отто прибыл в Хартвуд-Чеч, затем в Сентервилл. Затем он неделю простоял лагерем на реке Гуз-Крик, а 25 июня перешёл Потомак у Эдвардс-Ферри и прибыл в Джефферсон. 26 июня он пришёл в Миддлтаун, где простоял два дня. Затем он переместился в Эммитсберг, где его застало утро 1 июля 1863 года — момент начала сражения при Геттисберге. В это время полк насчитывал 11 офицеров и 211 рядовых.
В ночь с 30 июня на 1 июля капитану Кёнигу было приказано взять 100 человек и провести разведку в направлении Кригерстауна, где была замечена кавалерия противника. Отряд прошёл около пяти миль, никого не обнаружил и остановился на отдых. Там пришло известие о том, что корпус выдвигается на Геттисберг. В 09:00 Кёниг вернулся в Эммитсберг, обнаружил там брошенный лагерь и часть рядовых, выделенных для пикетной службы. С этим отрядом Кёниг отправился на север, нагонять корпус. В 15:30 он прибыл в Геттисберг и присоединился к своей бригаде на Кладбищенском холме. В это время две роты полка уже вели бой к северу от Геттисберга. Когда оборона на этом участке рухнула, они отступили к Геттисбергу и на Кладбищенский холм. Вечером дивизионный командир Шурц забрал подполковника Отто на должность начальника штаба, а полк был передан в командование капитану Кёнигу.
Вечером 2 июля южане атаковали Кладбищенский холм силами бригад Хайса и Эвери. Им удалось ворваться на холм и захватить батареи, и тогда генерал Шурц лично повёл 58-й и 119-й Нью-Йоркские полки на участок прорыва, чтобы спасти батареи. Однако, оба полка прибыли на место тогда, когда южане уже отступили, и не успели принять участия в отражении атаки.

### После Геттисберга
2 марта 1865 года президент Авраам Линкольн присвоил Владимиру Кржижановски воинское звание бригадного генерала.
1 октября 1865 года полк был расформирован.